# Корейская придворная кухня
Корейская придворная кухня (чосон ванджо кунжун ёри) — часть корейской кухни, стиль приготовления и сервировки блюд, принятый при дворе в период Чосон (1392—1910). В XXI веке переживает возрождение. Трапеза состоит из 12 блюд и риса, причём большинство блюд сервируется в панджа — традиционных бронзовых приборах.

## История

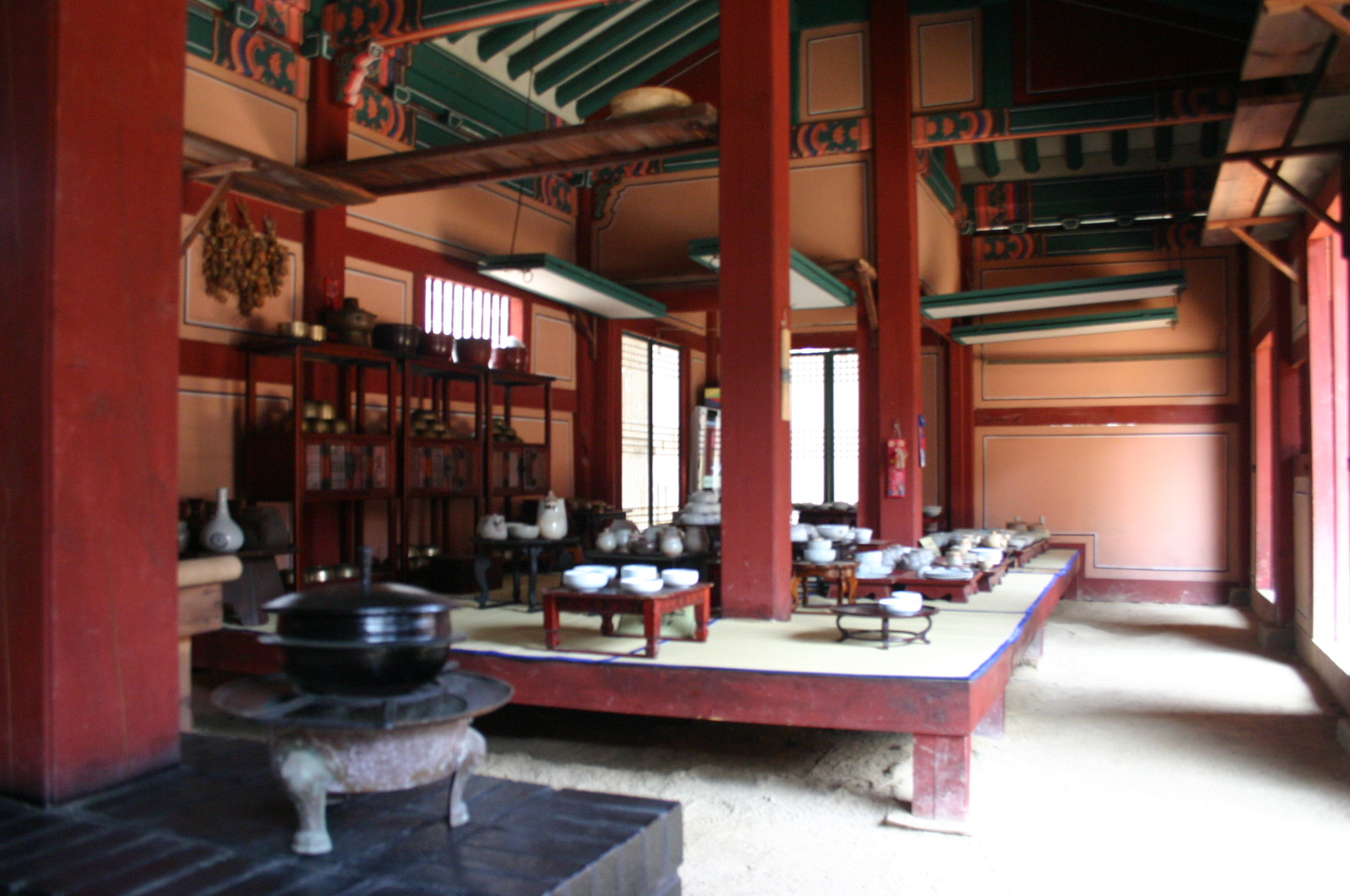
Экспозиция в тематическом парке Тэджангым (대장금)

Кухня корейского двора отвечала шикарному образу жизни высокопоставленных чиновников. Размах можно представить по тому, что в королевстве Силла у рукотворного пруда Анапчи (Кёнджу) были построены многочисленные павильоны и вырыт канал Посэкчон с единственной целью — чтобы проводить там роскошные застолья и пускать по каналу чашки с вином в процессе написания стихов.
Региональные особенности кулинарии королевств и соседних государств впитались в придворную кухню. Власть имущие получали самые изысканные деликатесы со всех концов стран. Хотя имеются сведения о проведении банкетов до периода Чосон, большинство таких свидетельств не упоминают конкретных блюд, сообщая только о количестве съестного. Блюда императорской семьи не зависели от сезона, как еда простолюдинов. Ингредиенты варьировались каждый день. Восемь провинций отправляли во дворец продукты в качестве дани, что давало поварам широкую свободу действий.
Еде уделялось большое внимание. В министерствах были созданы разнообразные должности вроде поваров и виночерпиев. В министерстве персонала (иджо, 이조) имелась должность для закупки риса королевской семьи. Министерство церемоний (йеджо, 예조) отвечало за пищу для проведения ритуалов предкам. Сотни рабов и женщин работали на должностях вроде приготовления тофу, ликёров, чаёв и ттока (рисовых пирожков). Низкорождённые женщины-повара, разделённые на ведомства (ведомство особой кухни, сэнгва-пан, 생과방, ведомство приготовления пищи, соджу-пан, 소주방 и другие), в большие праздники готовили еду с помощью приглашённых мужчин-ассистентов.
Пищу принимали пять раз в день, исторические записи свидетельствуют о том, что традиция пятиразового питания идёт ещё с древних времён. Три приёма пищи были основными, а полуденный и вечерний — более лёгкими. Завтрак, миымсан (미음상), подавали с рассветом (в дни, когда королевская чета не принимала лекарства). Завтрак состоял из рисовой каши с морским ушком (чонбокчук), белого риса, грибов, кедровых орехов и кунжута. Закуски — кимчхи, набак кимчхи, устрицы, соевый соус и другие. Рисовая каша должна была дать королю и королеве сил для грядущего дня.
Сура (수라) — основные приёмы пищи. Завтрак подавали в 10 часов утра, а ужин — между 6 и 7 часами. Три столика (сурасан, 수라상) сервировали двумя видами риса, двумя видами супов, двумя видами тушёного или варёного мяса (ччигэ), блюдо ччим (мяса в горшочке), блюдо чонголь (мясная запеканка с овощами), три типа кимчхи, три типа чан (соусов, 장) 12 закусок. Блюда подавали в сурагане (수라간), столовой, король садился лицом на запад, а королева — на восток. Возле каждого стояли столики с кушаньями, и около каждого были три служанки (сура сангун, 수라상궁). Они снимали крышки с посуды и предлагали еду королю с королевой, удостоверившись, что она не была отравлена.

## Сервировка суран
Суран должен быть сервирован тремя столами и жарки́м. На самый большой круглый стол в правом углу ставили основные блюда, на средний стол слева ставили комтхан, густую мясную похлёбку, десерты, чаи, пустую посуду. На этот стол также клали крышки от блюд. Прямоугольный небольшой стол служил для сервировки яиц, кунжутного масла, сырых овощей и соусов. Горшок, расположенный слева, подогревали углём, там находились запеканки, например, синсолло (신선로).

## Основные блюда (в мисках)

### Сура

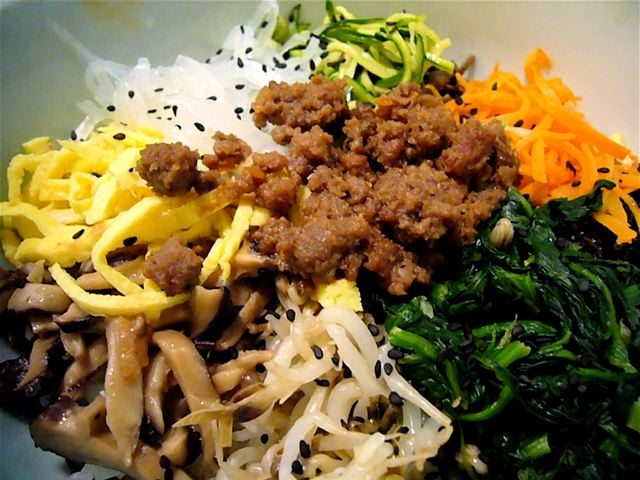
Ингредиенты пибимпап

Сура (수라) — миска варёного риса и зерна. На столе должно быть как минимум два вида суры.
- Хинсура (кор. 흰수라 — белая сура) — варёный рис.
- Хонбан (кор. 홍반) — варёный рис с добавлением фасоли пхат.
- Ококсура (кор. 오곡수라) — варёный рис, пшено с высоким содержанием клейковины и фасоли пхат.
- Пибимпап (придворное название — кольтонбан, кор. 골동반) — варёный рис с паровы́ми овощами, говядиной и варёными яйцами.

### Чук, миым и ыни
Чук (кор. 죽) и миым (미음) или ыни (응이) — разновидности рисовой каши, обычно её подают утром. Чук гуще, чем миым.
- Омиджа-ыни (кор. 오미자응이): отвар ягод лимонника («омиджа») с мёдом, в который добавлен крахмал бобов мунг.
- Сонмиым (кор. 속미음): варёные сладкий рис, красный зизифус, имбирный корень и съедобные каштаны[8].
- Чатчук (кор. 잣죽): замоченный рис и тёртые кедровые орехи вывариваются в воде.
- Хэнинчук (кор. 행인죽): варёный с тёртыми абрикосовыми косточками рис.
- Хыгимджачук (кор. 흑임자죽): варёный с тёртым чёрным кунжутом рис.
- Тхаракчук (кор. 타락죽): варёный в коровьем молоке рис.
- Чангукчук (кор. 장국죽): говядина, варёная с шиитаке.
- Чонбокчук (кор. 전복죽): рисовая каша с морским ушком.

### Куксу

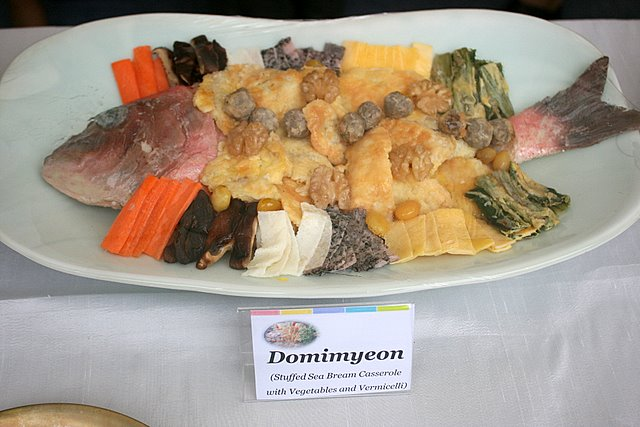
Томимён

Куксу (кор. 국수) — лапша из гречишной или пшеничной муки.
- Мёнсинсолло (кор. 면신선로) — варёные полоски говяжей рульки, пэджу (кор. 패주), петрушка и побеги бамбука, варёные в крепком говяжьем бульоне. В получившуюся смесь добавляют лапшу.
- Онмён (кор. 온면) — бульоном из говяжей грудинки заливают ростбиф, оладьи из варёных вкрутую яиц, и куксу.
- Нанмён (кор. 난면) — яичная лапша из пшеничной муки подаётся с говядиной.
- Томимён (кор. 도미면) — суп с лапшой и жареной рыбой, оладьями из варёных яиц, семян гинкго, орехов, жареных фрикаделек и кедровых орехов.

### Манду и ттоккук
Манду (만두) — варёные в воде или на пару́ пирожки. Тесто для манду может быть как из пшеничной муки, так и из гречишной. Ттоккук (떡국) — суп с клёцками тток.
- Чхангук манду (кор. 장국만두): манду с кимчхи, свининой и тофу.
- Сэнчхи манду (кор. 생치만두): гречишные манду с мясом фазана, таволгой, капустой, шиитаке.
- Тона манду (кор. 동아만두): манду с восковой тыквой, курятиной и крахмалом. Сначала варится на пару́, а затем в мясном бульоне.
- Пёнсу (кор. 편수): манду с говядиной, огурцом, зелёной фасолью, шиитаке и съедобным лишайником умбиликарией.
- Ттоккук (кор. 떡국): тток режется на кружочки и варится в мясном бульоне. Сервируется с яичными оладьями и тёртым мясом.
- О манду (кор. 어만두): манду, в которых тесто смешано с мелконарезанной рыбой, начинка — мясной фарш, овощи и специи.

## Основные блюда

### Тхан (кук)
Кук или тхан — суп из говяжьей рульки, кишок, ножки и грудинки.
- Мальгын кук (кор. 맑은국): горячий суп с прозрачным бульоном, может быть приготовлен с дайконом, с вакамэ, мацутакэ, сайдой и так далее.
- Комкук (кор. 곰국): густой суп, сделанный из вываренного мяса. Среди разновидностей — комтхан (кор. 곰탕), соллонтхан (кор. 설렁탕), юккэджан[англ.] (кор. 육개장), и тому подобное.
- Тоджангук (кор. 토장국): суп с твенджаном. Может также включать капусту, шпинат и так далее.
- Нэнгук[англ.] (кор. 냉국): холодный суп.

### Чочхи и камджон
Чочхи (кор. 조치) и камджон (감정) — запеканки, в XX веке называются ччигэ. Если в чочхи добавляется кочхуджан, его называют кэмджон. Также в чочхи могут добавляться солёные креветки, крабы, огурцы, устрицы, цукини, рыба и так далее.

### Ччим и сон

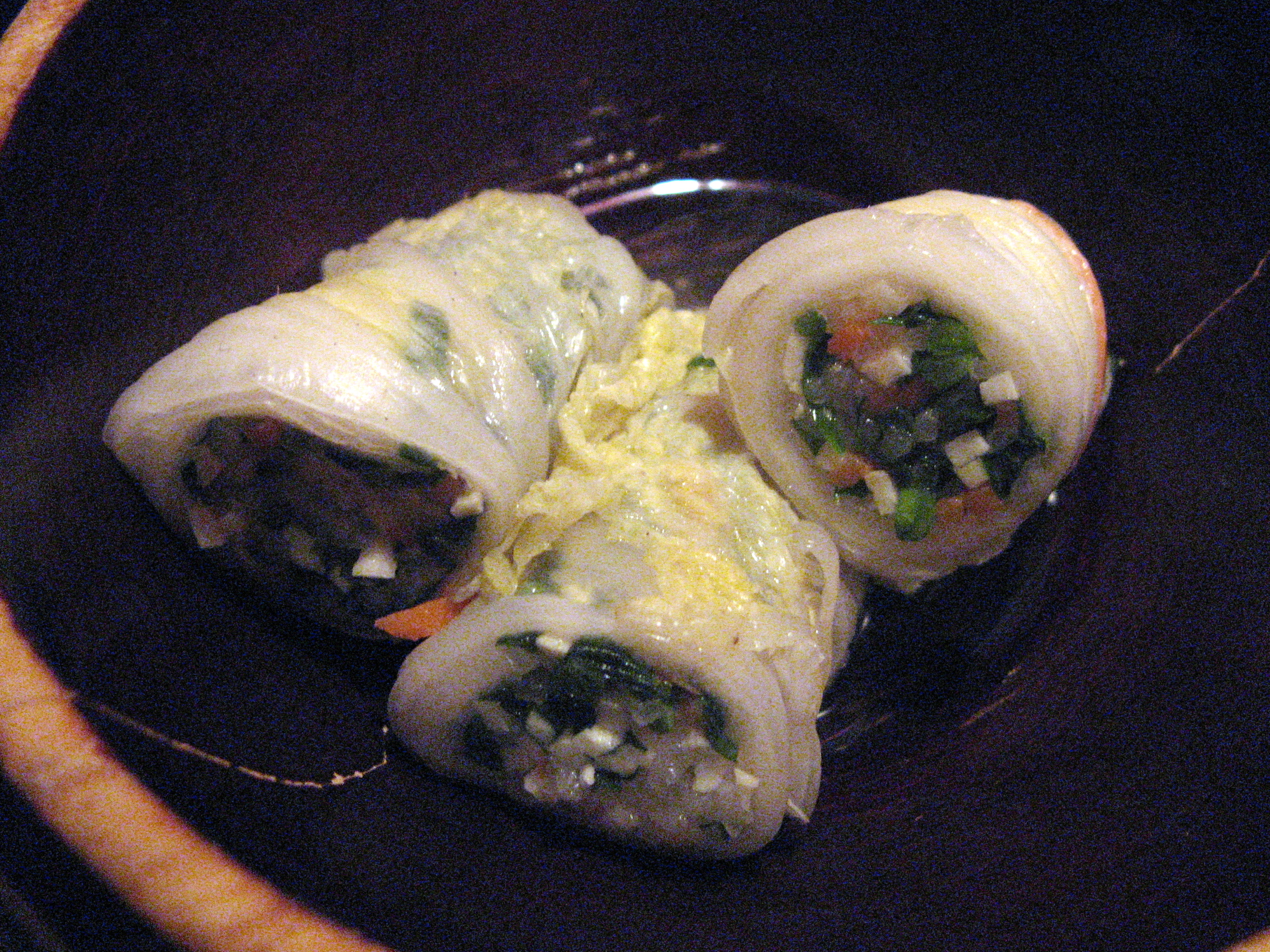
Пэджусон, ролл, обёрнутый в пекинскую капусту

Ччим (кор. 찜): варёная или паровая говядина, свинина и рыба с овощами. Может быть приготовлена с бычьим хвостом, ттоком, тофу, баклажанами, огурцами, цукини, дайконом, пекинской капустой.
Сон (кор. 선) — варёные на пару́ овощи, тофу, рыба, начинённые говядиной (или курятиной) с луком.

## Чонголь и синсолло

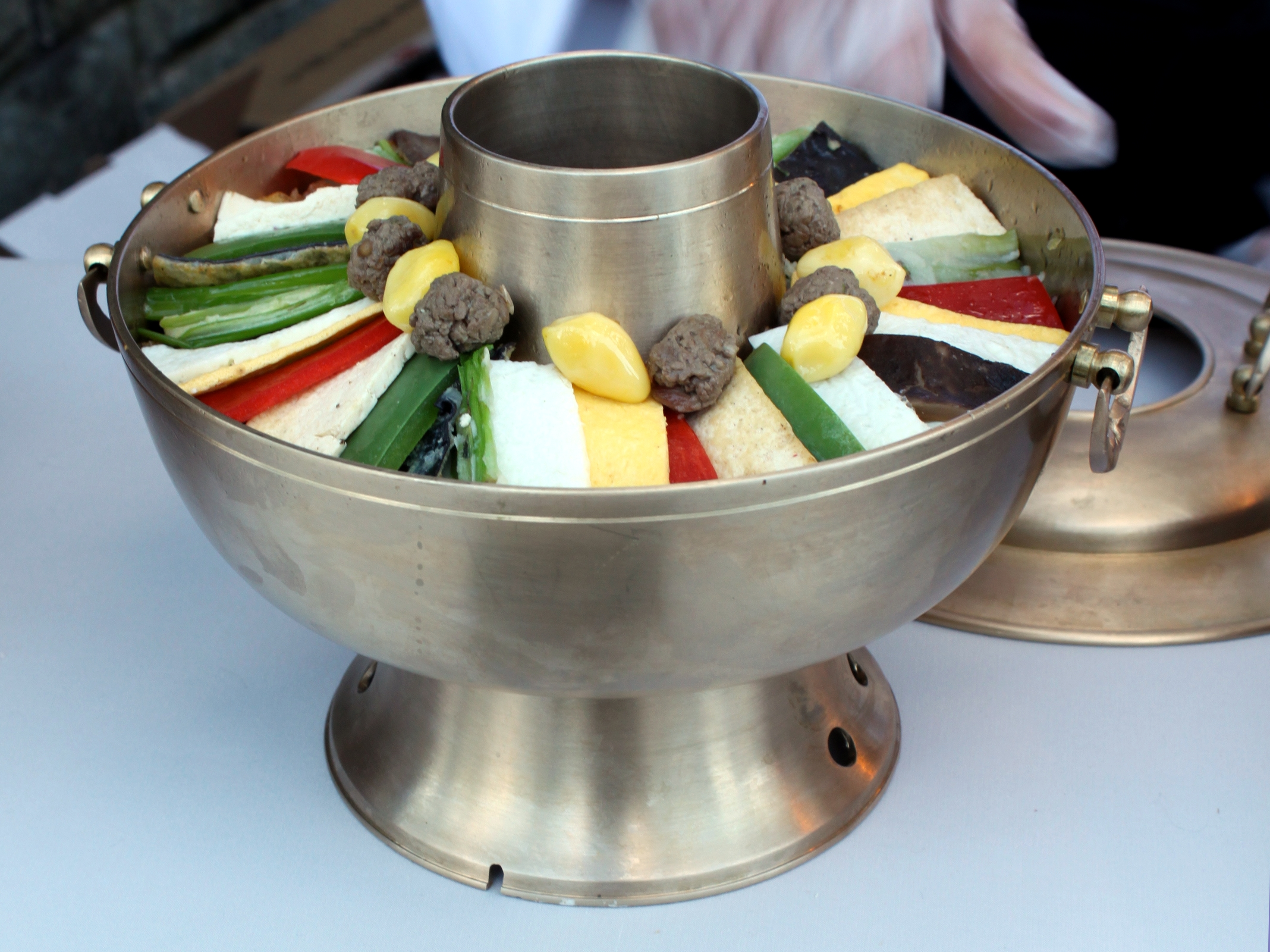
Синсолло

Чонголь и синсолло — блюда, аналогичные западному тушёному мясу или китайскому мясу в горшочках. Синсолло — это вариант чонголя, готовится в мясном бульоне с овощами и грибами в особом горшке с отверстиями. Чонголь и синсолло сервируются в горшке со спиртовкой. Чонголь может быть приготовлен с лапшой и рыбой, с осьминогами или тофу.

## Дополнительные блюда

### Сэнджэ
Сэнджэ (생채) — салат с солью, уксусом, соевым соусом или горчицей. Му-сэнджэ готовится из дайкона, ой-сэнджэ, — из огурца, тодок-сэнджэ — из корня «тодок» (Codonopsis lanceolata, кодонопсис), сомчхоронггот-сэнджэ — из корейского колокольчика, и так далее.

### Намуль
Намуль (나물) — любые приготовленные на пару овощи с острым перцем, чесноком, зелёным луком, солью, кунжутным или перилловым маслом. Обычные овощи — шпинат, дайкон, осмунда королевская, папоротник, цукини, побеги бобов, корейский колокольчик, бамбуковые побеги. Иногда в намуль добавляют таммён, стеклянную лапшу.
- Куджольпхан (구절판) — девять разных овощей на одном блюде.
- Чапчхэ (잡채) и тханпхёнджэ[англ.] (탕평채) — салаты с фунчозой.

### Чоригэ
Чоригэ (조리개) варёное мясо (рыба, овощи) с приправами.
- Уюк-чоригэ (우육조리개) — из говядины
- Упхёнюк-чоригэ (우편육조리개) — из нарезанной ломтиками паровой говядины
- Тонпхёнюк-чоригэ (돈편육조리개) — из нарезанной ломтиками паровой свинины
- Чоги-чоригэ (조기조리개) — из рыбы larimichthys polyactis

### Чонюхва

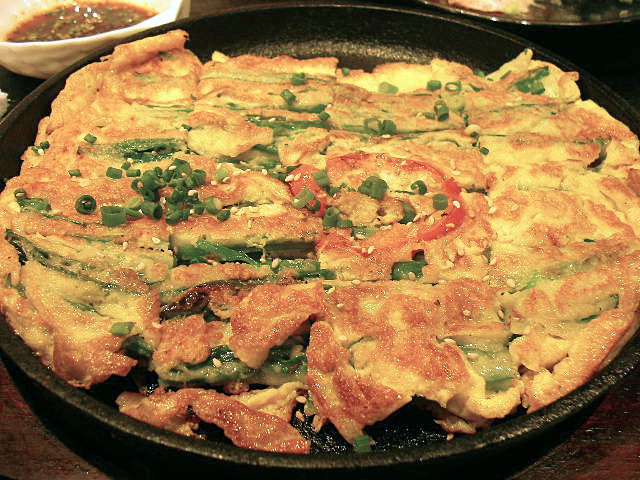
Пиндэтток

Чонюхва (전유화) или чон: корейские оладьи. Основные ингредиенты перемешиваются с яйцом и пшеничной мукой.
- Юкчон (육전/肉煎) из нарезанной говядины
- Сэуджон (새우전) из креветок
- Кимчхиджон (김치전) из кимчхи
- Пхаджон (파전) из зелёного лука
- Пиндэтток (빈대떡) из бобов мунг, овощей и морепродуктов
- Ёнгинджон (연근전) из корня лотоса

### Куи

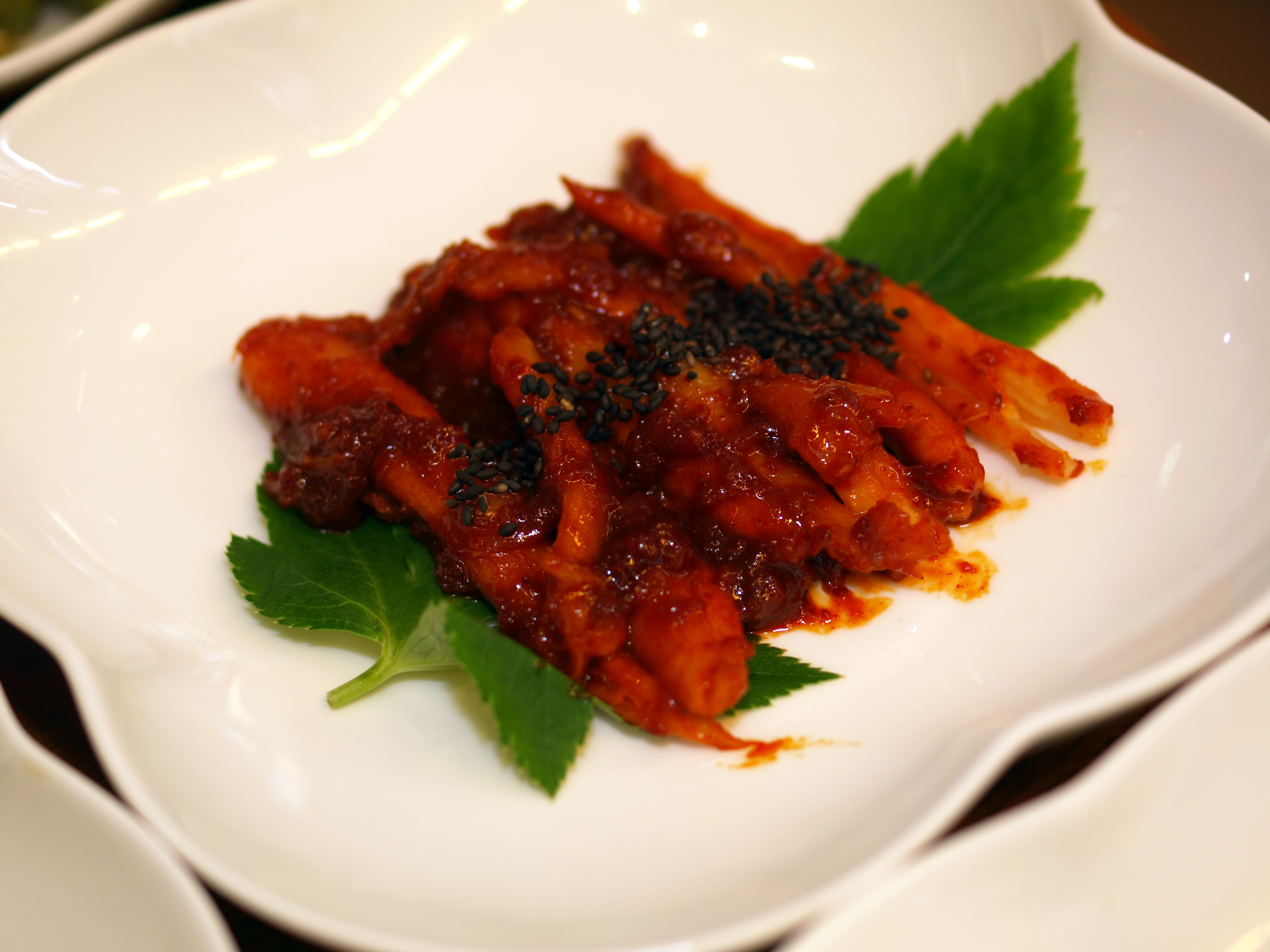
Тодок куи

Куи (구이) — название всех жареных на гриле блюд с приправами. Основные ингредиенты — Porphyra laciniata/Porphyra umbilicalis, говядина, (Codonopsis lanceolata, кодонопсис), рыба, грибы, овощи, побеги аралии высокой и так далее.
- Кальби куи (가리비구이) — жареные на гриле рёбра
- Нопиани (너비아니) — предок пулькоги
- Пхокуи (포구이) — жареное на гриле предварительно завяленное мясо или рыба
- Так санчок (닭산적) — шашлык из курятины и овощей
- Хваянджок (화양적) — шашлык из маринованных продуктов

### Хве

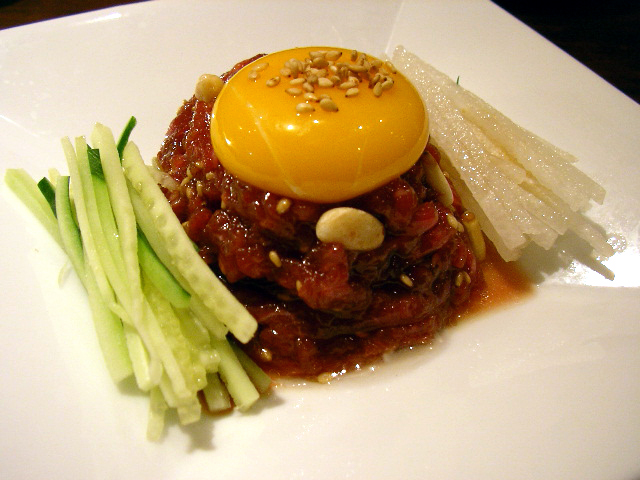
Юкхве (육회, 肉膾)

Хве (회) — сырая рыба или сырое мясо с приправами.
- Сэнсон-хве (생선회) — сырая рыба или морепродукты, в Японии аналогичное блюдо называется сасими.
- Юкхве — приправленное сырое мясо
- Кан-хве (간회) — сырая говяжья печень с кунжутным маслом и солью

### Чаннюкор.장류
Чанню (кор. 장류) — разнообразные корейские соусы.
- - Чхонджан (кор. 청장): «светлый» соус из соевого соуса и уксуса
  - Кочхуджан: острый соус из соевых бобов с красным перцем
  - Чхогочхуджан (кор. 초고추장): кочуджан с уксусом
  - Кёджаджып (кор. 겨자즙): горчичный соус

### Панчхан
Панчхан кор. 반찬 — корейские закуски
- Марынчхан (кор. 마른찬): сушёные пластинки мяса с приправами, жареной ламинарией и солёной рыбой
- Пхёнюк (кор. 편육): мясо на пару́
- Тонугуи (кор. 더운구이): горячее блюдо с мясом или рыбой
- Тханпхёнхчхэ (кор. 탕평채): желе нокдумук с проростками бобов мунг, водяной кресс и обжаренная говядина
- Сукчхэ (кор. 숙채): паровые овощи
- Сэнчхэ (кор. 생채): сырые овощи со специями
- Хве (кор. 회): сырое мясо, рыба или овощи
- Чангва (кор. 장과): квашенные овощи в соевом соусе
- Чонюхва (кор. 전유화): оладьи с мясом, либо рыбой, либо овощами
- Чорим (조림): слегка отваренные овощи, мясо
- Чотгаль (젓갈): ферментированная солёная рыба
- Чхангуи (кор. 찬구이): охлаждённый ким и корень кодонопсиса (тодок)
- Чхансуран (кор. 찬수란): холодный суп с овощами или отварным мясом
- Чхасу (кор. 차수): чай из злаков

## Десерты
- Тток (сладкие клёцки). Обычно готовятся из риса, но также популярны тток из фасоли пхат и кунжута. Подаются в качестве десерта 15 августа.

## Чай и пунш
- Сикхе: сладкий напиток из риса.
- Сучонгва (수정과): медовый пунш с корицей, имбирём и чёрным перцем.
- Фруктовые хвачхэ: фруктовые напитки. Обычные ингредиенты — вишни, клубника, персики, арбузы. Примером может служить юча хвачхэ.